# Danny Gibson
Danny Gibson (Madison (Indiana), 28 januari 1984) is een Amerikaans professioneel basketbalspeler. 
In het seizoen 2009–10 speelde hij voor Zorg en Zekerheid Leiden en werd uitgeroepen tot MVP van de Eredivisie.

## Erelijst

### Individueel
Zorg en Zekerheid Leiden
- Eredivisie MVP (1): 2009–10
- All-Star Team (1): 2009–10
- All-Star (1): 2010